# Pic Negre de Claror
Pic Negre de Claror är en bergstopp i Andorra, på gränsen till Spanien. Den ligger i den södra delen av landet. Toppen på Pic Negre de Claror är 2 644 meter över havet
Den högsta punkten i närheten är Monturull, 2 740 meter över havet, 1,7 kilometer sydost om Pic Negre de Claror.
Trakten runt Pic Negre de Claror består i huvudsak av kala bergstoppar.